# بارکسدیل (ویرجینیای غربی)
بارکسدیل (به انگلیسی: Barksdale) یک منطقهٔ مسکونی در ایالات متحده آمریکا است که در شهرستان سامرز، ویرجینیای غربی واقع شده‌است. بارکسدیل ۴۲۷٫۰۳ متر بالاتر از سطح دریا واقع شده‌است.